# Hemiboeopsis longisepala
Hemiboeopsis longisepala är en tvåhjärtbladig växtart som först beskrevs av Hsi Wen Li, och fick sitt nu gällande namn av Wen Tsai Wang. Hemiboeopsis longisepala ingår i släktet Hemiboeopsis och familjen Gesneriaceae. Inga underarter finns listade i Catalogue of Life.